# 科布鎮區 (阿肯色州富蘭克林縣)
科布鎮區（英語：Cobb Township）是位於美國阿肯色州富蘭克林縣的一個行政鎮區。

## 地方資料
科布鎮區的面積為41.50平方千米，當中陸地面積為41.50平方千米，而水域面積為0.00平方千米。根據2010年美國人口普查的數據，當地共有人口0人，而人口密度為每平方千米0人。